# Cattedrali in Malawi
Questa è una lista delle cattedrali in Malawi.

## Cattedrali cattoliche

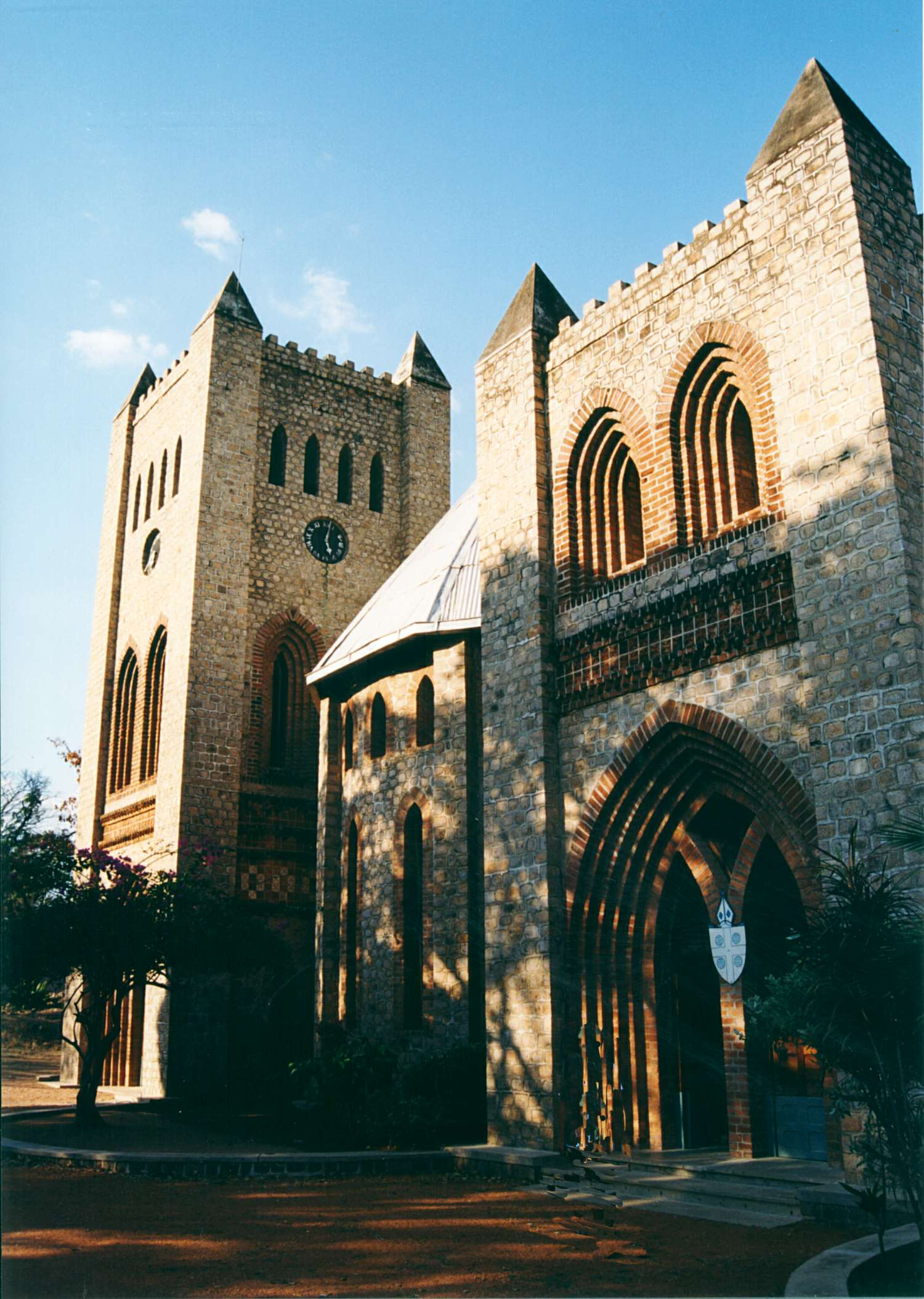
Cattedrale anglicana di San Pietro, Likoma.

| Cattedrale                                        | Arcidiocesi o Diocesi   | Località |
| ------------------------------------------------- | ----------------------- | -------- |
| Cattedrale Maula                                  | Arcidiocesi di Lilongwe | Lilongwe |
| Cattedrale di Dedza                               | Diocesi di Dedza        | Dedza    |
| Cattedrale di Santa Maria                         | Diocesi di Karonga      | Karonga  |
| Cattedrale di San Pietro                          | Diocesi di Mzuzu        | Mzuzu    |
| Cattedrale Limbe di Nostra Signora della Sapienza | Arcidiocesi di Blantyre | Blantyre |
| Cattedrale di San Michele                         | Diocesi di Chikwawa     | Chikwawa |
| Cattedrale di Sant'Agostino                       | Diocesi di Mangochi     | Mangochi |
| Cattedrale di Zomba                               | Diocesi di Zomba        | Zomba    |

## Cattedrale anglicana
| Cattedrale               | Arcidiocesi o Diocesi      | Località |
| ------------------------ | -------------------------- | -------- |
| Cattedrale di San Pietro | Diocesi di Lake Malawi     | Likoma   |
| Cattedrale di San Paolo  | Diocesi di Southern Malawi | Blantyre |